# کلبرگ فینستروالدی
کلبرگ فینستروالدی (انگلیسی: Kjellberg Finsterwalde) شرکت مهندسی آلمانی است، که در سال ۱۹۲۲ تأسیس شد.